# Vynnyky
Vynnyky (em ucraniano:  Ви́нники) é uma cidade da Ucrânia, situada no Oblast de Leópolis. Tem 6,7 km² de área e sua população em 2020 foi estimada em 18.099 habitantes.